# Venera (dulce)
La venera es un dulce típico del occidente asturiano, cuyo origen está en disputa entre los concejos de Navia y Boal. La base de la misma es una pasta similar a la de mazapán, hecha habitualmente con almendra molida, azúcar y huevos enteros (clara y yema). En lugar de almendra, puede llevar también nuez o avellana.

## Características
Con esta masa, se elaboran unos cilindros alargados que después son cortados en porciones para dar forma a las roscas, que se colocan sobre una oblea, en la bandeja del horno (con papel sulfurizado, para extraer la oblea sin que se rompa). Se comienza formando con las roscas un florón en el centro de la oblea, y se colocan el resto a su alrededor hasta conseguir una especie de roseta.
El conjunto se lleva al horno, previamente calentado, y se deja a unos 170 °C, pero calentando únicamente por la parte superior, hasta que las roscas comiencen a tomar color (en menos de media hora). En este punto, se retiran del horno, y se decoran con frutas confitadas y azúcar glas al gusto de cada cual. También se les puede añadir nata montada en los huecos y, sobre ella, las frutas.

## Origen y diferencias
Si bien este dulce claramente procede del occidente asturiano, actualmente hay una disputa abierta por su autoría entre los concejos de Navia y Boal, dos concejos cuyas capitales históricamente han rivalizado hasta mediados del siglo XX (cuando se produce una gran despoblación en Boal). 
Aunque la base del producto y receta sea la misma, parece ser que la mayor diferencia radica en que cuando el dulce tiene origen en Boal, se utiliza exclusivamente almendra molida y ligeramente tostada, mientras que en la versión de Navia, es común el uso de nuez y avellana, aunque principalmente suelan ser de almendra molida (sin tostar).

## Fiestas y Celebraciones
En el concejo de Navia se celebra anualmente la Fiesta de la Venera que tiene lugar en el primer fin de semana de agosto (en el año 2018 tendrá lugar la edición Nº24), existiendo durante la misma un festival de rock llamado "The Venera Sound". Mientras que en el concejo de Boal se toma típicamente en época de fiestas (se celebra el 25 de julio, Santiago), así como en la Jira (fiesta campestre realizada el primer fin de semana seguido a la fiesta de Santiago Apóstol).
- Datos: Q6160289